# Carceri (Padua)
Carceri (venetisch Càlzare) ist eine Fraktion und Gemeindesitz der italienischen Gemeinde (comune) Santa Caterina d’Este in der Provinz Padua, Region Venetien.

## Geographie
Die Ortschaft liegt in der Norditalienischen Tiefebene zwischen den Euganeischen Hügeln und der Etsch auf einer Höhe von 10 m s.l.m. Die Provinzhauptstadt Padua befindet sich etwa 30,5 Kilometer nordöstlich von Carceri.

## Geschichte
Carceri war bis Januar 2024 eine eigenständige Gemeinde. Am 22. Januar 2024 wurde sie mit der Nachbargemeinde Vighizzolo d’Este zur neuen Gemeinde Santa Caterina d’Este zusammengeschlossen. Nachbargemeinden waren: Este, Ospedaletto Euganeo, Ponso und Vighizzolo d'Este.

## Sehenswürdigkeiten
- Marienabtei von Carceri, geht auf einen Kirchbau von 1189 zurück. Im Laufe des ausgehenden Mittelalters gewann die Abtei erheblichen Einfluss in der Region.

Ehemaliges Gemeindewappen
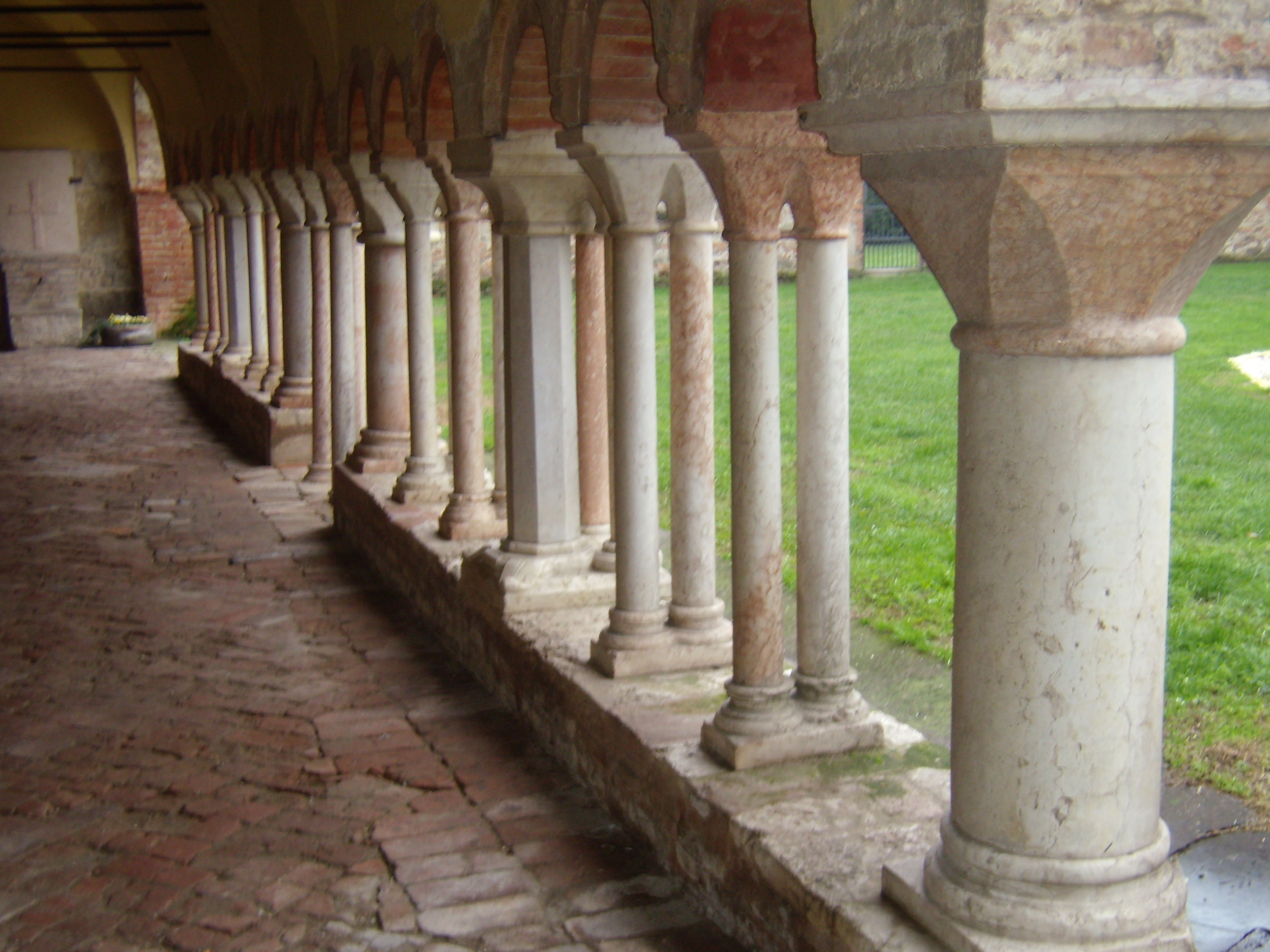
Kreuzgang der Marienabtei
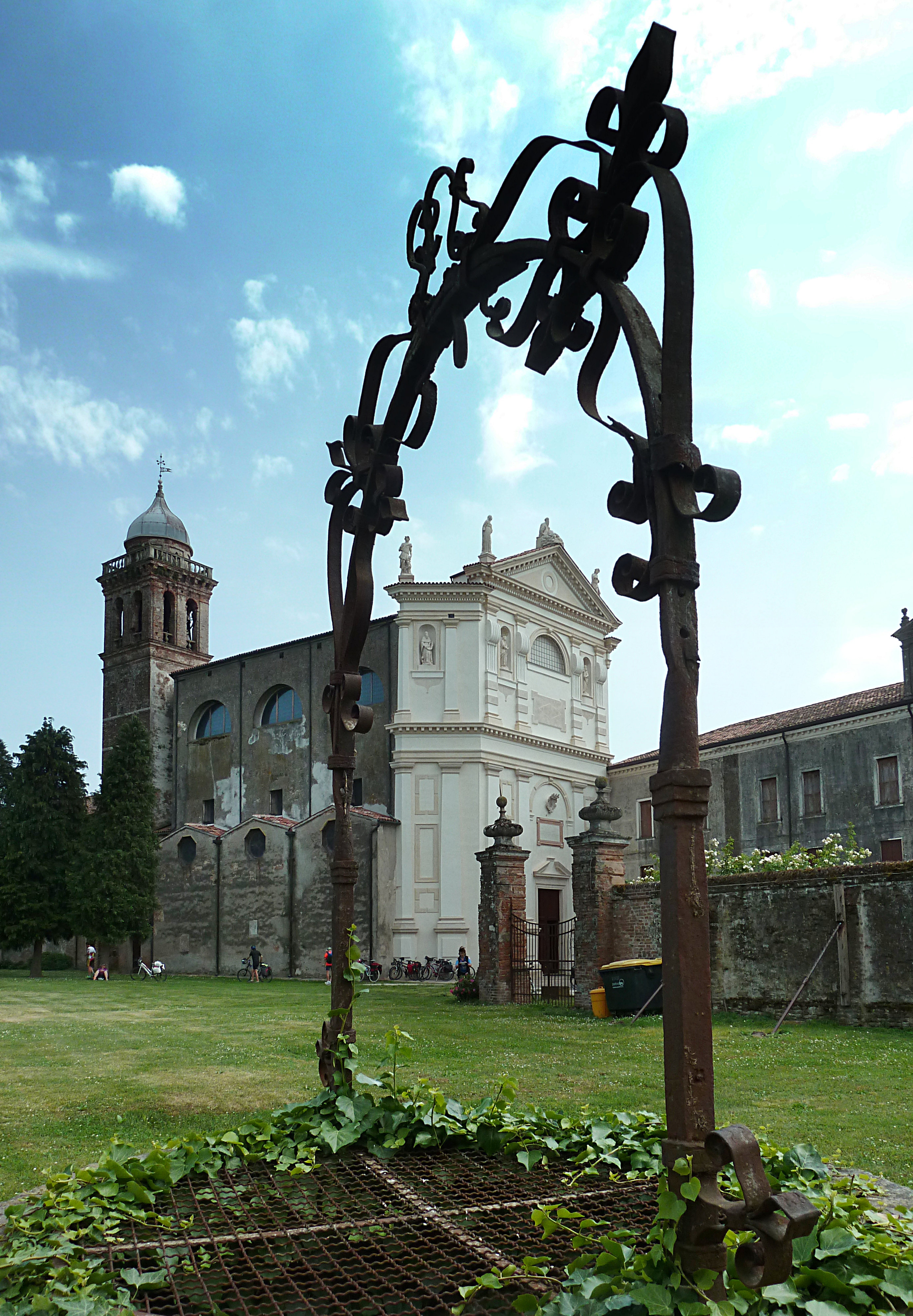
Marienabtei von Carceri